# Rània de Jordània
La reina Rània de Jordània (al-Kuwait, 31 d'agost de 1970), nascuda Rània Al-Yassin (àrab: رانيا العبد الله, Rāniyā al-ʿAbd-Allāh) és l'esposa del rei de Jordània Abd-Al·lah II.

## Biografia
Rània Al-Yassin, nascuda a la capital de Kuwait el 31 d'agost de 1970 de pares palestins de Tulkarm, va cursar la primària i la secundària a la New English School del seu país. Es va graduar en administració a l'American University del Caire. Un cop graduada, va treballar a Citigroup i a Apple. També obtingué un Diploma d'Estudis Avançats de la Universitat de Ginebra (Suïssa).
Conegué el príncep Abdallah en una festa el gener del 1993. Van anunciar la seva relació al cap de dos mesos i es van casar el 10 de juny de 1993. Han tingut quatre fills:
- El príncep Hussein de Jordània, nascut el 1994 a Amman.
- La princesa Iman de Jordània, nascuda el 1996 a Amman.
- La princesa Salma de Jordània, nascuda el 2000 a Amman.
- El príncep Hashem de Jordània, nascut el 2005 a Amman.

## Reina de Jordània
Encara que el seu marit heretà la corona immediatament a la mort del seu pare (7 de febrer de 1999), Rània no fou reina de forma immediata. Abdallah II la va proclamar reina de Jordània el 22 de març del mateix any. Aquesta proclamació era imprescindible perquè Rània assumís la corona, ja que només hauria estat princesa consort, com la seva sogra.
L'agenda de la reina Rània és molt coneguda a nivell internacional per la seva implicació en projectes de cooperació al desenvolupament, solidaritat amb els desvalguts i promoció de la dona.